# Maaskant (schip, 1975)
De Belgische producttanker Maaskant meet 30.100 ton en werd in 1975, in opdracht van de rederij Ruy & Co. te Antwerpen, op de Boelwerf te Temse gebouwd. IMO nummer 7357490
Dit tankschip heeft een lichtkleurig bovendek waar de kleurige pijpen, kleppen en bedieningshengsels kenbaar worden gemaakt, voor bepaald gebruik tijdens het laden en lossen. Dit schip heeft een donkerblauwe schoorsteen met rederijlabel R&C. Het schip heeft in totaal vijf masten, één op de voorplecht, twee midscheeps en twee achteraan de witte opbouw naast de schoorsteen. Deze masten dienen om de zware rubberen slangen te bedienen tijdens het lossen en laden van het product. De opbouw staat volledig achteraan het schip.

## Historie
- 1975 - 1985 Maaskant
- 1985 - 1988 Capeville
- 1988 - 1991 Team Progress
- 1991 - 2001 Verdi
- 2001 - 2004 Nikolaos
- 2004 - Parvati II, Callsign: H9MB flag: NORTH KOREA